# ATC kod A11
ATC kod A11 Vitamini su terapeutska podgrupa sistema za anatomsko terapeutsko hemijsku klasifikaciju. Ovaj sistem alfanumeričkih kodova je razvio  za klasifikaciju lekova i drugih medicinskih proizvoda.  Podgrupa A11 je deo anatomske grupe A Alimentarni trakt i metabolizam.

Kodovi za veterinarsku upotrebu (ATCvet kodovi) se mogu formirati stavljanjem slova Q ispred humanih ATC kodova: QA11... 
Nacionalna izdanja ATC klasifikacije mogu da obuhvataju dodatne kodove koji nisu prisutni na ovoj listi.

## A11AMultivitamin, kombinacije

### A11AA Multivitamini samineralima
A11AA01 Multivitamini i gvožđe
A11AA02 Multivitamini i kalcijum
A11AA03 Multivitamini i drugi minerali, uključujući kombinacije
A11AA04 Multivitamini i mikroelementi

## A11CVitamin Ai D, uključujući kombinacije dva

### A11CA Vitamin A, čist
A11CA01 Retinol (vitamin A)
A11CA02 Betakaroten

### A11CCVitamin Di analozi
A11CC01 Ergokalciferol
A11CC02 Dihidrotahisterol
A11CC03 Alfakalcidol
A11CC04 Kalcitriol
A11CC05 Kolekalciferol
A11CC06 Kalcifediol
A11CC20 Kombinacije

## A11DVitamin B1, čist i u kombinaciji savitaminom B6i B12

### A11DA Vitamin B1, čist
A11DA01 Tiamin (vitamin B1)
A11DA02 Sulbutiamin
A11DA03 Benfotiamin

## A11E Vitamin B-kompleks, uključujuči kombinacije

### A11EX Vitamin B-kompleks, druge kombinacije
Kontraindikacije: hipertenzija i nauzeja

## A11GAskorbinska kiselina(vitamin C), uključujuči kombinacije

### A11GA Askorbinska kiselina (vitamin C), čist
A11GA01 Askorbinska kiselina (vitamin C)

### A11GB Askorbinska kiselina (vitamin C), kombinacije
A11GB01 Askorbinska kiselina (vitamin C) i kalcijum

## A11H Drugi čisti vitaminski preparati

### A11HA Drugi čisti vitaminski preparati
A11HA01 Nikotinamid
A11HA02 Piridoksin (vitamin B6)
A11HA03 Tokoferol (vitamin E)
A11HA04 Riboflavin (vitamin B2)
A11HA05 Biotin
A11HA06 Piridoksal fosfat
A11HA07 Inozitol
A11HA08 Tokofersolan
A11HA30 Dekspantenol
A11HA31 Kalcijum pantotenat
A11HA32 Pantetin